# Martinčica
Martinčica (Infundibulicybe geotropa), vrsta gljiva porodice Tricholomataceae, red Agaricales.

## Sinonimi
- Agaricus geotropus Bull. 1792
- Agaricus geotropus var. geotropus Bull. 1792
- Agaricus pileolarius Sowerby 1797
- Clitocybe geotropa (Bull.) Quél. 1872
- Clitocybe geotropa var. geotropa (Bull.) Quél. 1872
- Clitocybe geotropa var. minor Singer 1947
- Clitocybe gilva var. geotropa (Bull.) P. Kumm. 1871
- Clitocybe maxima
- Clitocybe subinvoluta
- Omphalia geotropa (Bull.) Quél. 1886
- Omphalia geotropa var. geotropa (Bull.) Quél. 1886